# 富山市立四方小学校
富山市立四方小学校（とやましりつ よかたしょうがっこう）は富山県富山市にある公立小学校。

## 沿革
- 1873年
  - 2月21日 - 第23小学区の民家を借用し、公立四方小学校（開薀小学校）を創立[2]。
  - 10月1日 - 学区改正により八重山小学校を西岩瀬町に分離独立[2]。
- 1892年10月1日 - 小学校令改正により四方簡易小学校を廃止し、格致尋常小学校と改称[3][4]。
- 1923年12月13日 - 校旗樹立[3]。
- 1941年4月1日 - 四方国民学校と改称[3]。
- 1947年4月1日 - 四方町立四方小学校と改称[3]。
- 1952年8月10日 - 国旗掲揚塔建設[3]。
- 1954年4月1日 - 和合町成立に伴い、和合町立四方小学校と改称[3]。
- 1955年3月23日 - 講堂（188坪）を新築落成[3]。
- 1960年4月1日 - 富山市立四方小学校と改称[3]。
- 1989年4月 - 新校舎が竣工[5]。

## 通学区域
四方、四方荒屋、四方一番町、四方江代町、四方恵比須町、四方北窪、四方新出町、四方神明町、四方田町、四方茶園町、四方西岩瀬、四方西野割町、四方西港町、四方二番町、四方東野割町、四方東港町、四方南町、つばめ野三丁目

## 進学先
- 富山市立和合中学校